# メラプティ内閣
メラプティ内閣（メラプティないかく、インドネシア語: Kabinet Merah Putih）は、2024年10月20日にジョコ・ウィドドの後任としてプラボウォ・スビアントが大統領に就任し、成立したインドネシアの内閣である。
尚、「メラプティ」とはインドネシア語で「紅白」を意味し、直訳の例としては赤白内閣または紅白内閣の二通りが存在する。

## 内閣の顔ぶれ・人事
所属政党・出身:
  グリンドラ党
  民主党
  ゴルカル
  民族覚醒党
  国民信託党
  人民公正繁栄党
  インドネシア正義団結党
  インドネシア連帯党
  ペリンド党
  ゲロラ党
  月星党
  無所属

### 政府の長
2024年（令和6年）10月20日発足。
| 職名     | 氏名                       | 画像 | 出身等       | 任期             | 備考 |
| -------- | -------------------------- | ---- | ------------ | ---------------- | ---- |
| 大統領   | プラボウォ・スビアント     |      | グリンドラ党 | 2024年10月20日 ‐ |      |
| 副大統領 | ギブラン・ラカブミン・ラカ |      | 無所属       | 2024年10月20日 ‐ |      |

### 調整大臣
2024年（令和6年）10月21日発足。
| 職名                                       | 氏名                           | 画像 | 出身等     | 任期             | 備考   |
| ------------------------------------------ | ------------------------------ | ---- | ---------- | ---------------- | ------ |
| 政治・治安担当調整大臣                     | ブディ・グナワン               |      | 無所属     | 2024年10月21日 ‐ |        |
| 法務・人権・入国管理・刑事施設担当調整大臣 | ユスリル・イザ・マヘンドラ     |      | 月星党     | 2024年10月21日 ‐ | 再入閣 |
| 経済担当調整大臣                           | アイルランガ・ハルタルト       |      | ゴルカル   | 2024年10月21日 ‐ | 再任   |
| インフラ・地域開発担当調整大臣             | アグス・ハリムルティ・ユドヨノ |      | 民主党     | 2024年10月21日 ‐ |        |
| 食糧担当調整大臣                           | ズルキフリ・ハッサン           |      | 国民信託党 | 2024年10月21日 ‐ |        |
| 人間開発・文化担当調整大臣                 | プラティクノ                   |      | 無所属     | 2024年10月21日 ‐ |        |
| 社会エンパワーメント担当調整大臣           | ムハイミン・イスカンダル       |      | 民族覚醒党 | 2024年10月20日 ‐ | 再入閣 |

### 大臣
2024年（令和6年）10月21日発足。
| 職名                                                                  | 氏名                                             | 画像 | 出身等             | 任期                           | 備考   |
| --------------------------------------------------------------------- | ------------------------------------------------ | ---- | ------------------ | ------------------------------ | ------ |
| 国家官房長官                                                          | プラセティオ・ハディ                             |      | グリンドラ党       | 2024年10月21日 ‐               | 初入閣 |
| 内務大臣                                                              | ティト・カルナフィアン                           |      | 無所属             | 2024年10月21日 ‐               | 再任   |
| 外務大臣                                                              | スギオノ                                         |      | グリンドラ党       | 2024年10月21日 ‐               | 初入閣 |
| 国防大臣                                                              | シャフリ・シャムスディン                         |      | 無所属             | 2024年10月21日 ‐               | 再入閣 |
| 法務大臣                                                              | スプラトマン・アンディ・アグタス                 |      | グリンドラ党       | 2024年10月21日 ‐               |        |
| 人権大臣                                                              | ナタリウス・ピガイ                               |      | 無所属             | 2024年10月21日 ‐               | 初入閣 |
| 入国管理・刑事施設大臣                                                | アグス・アンドリアント                           |      | 無所属             | 2024年10月21日 ‐               | 初入閣 |
| 財務大臣                                                              | スリ・ムルヤニ                                   |      | 無所属             | 2024年10月21日 ‐               | 再任   |
| エネルギー・鉱物資源大臣                                              | バリル・ラハダリア                               |      | ゴルカル           | 2024年10月21日 ‐               | 再任   |
| 工業大臣                                                              | アグス・グミワン・カルタサスミタ                 |      | ゴルカル           | 2024年10月21日 ‐               | 再任   |
| 商業大臣                                                              | ブディ・サントソ                                 |      | 国民信託党         | 2024年10月21日 ‐               | 初入閣 |
| 農業大臣                                                              | アムラン・スライマン                             |      | 無所属             | 2024年10月21日 ‐               | 再任   |
| 環境大臣 環境管理庁長官                                               | ハニフ・ファイソル・ヌロフィック                 |      | 国民信託党         | 2024年10月21日 ‐               | 初入閣 |
| 林業大臣                                                              | ラジャ・ジュリ・アントニ                         |      | インドネシア連帯党 | 2024年10月21日 ‐               |        |
| 運輸大臣                                                              | ドゥディ・プルワガンディ                         |      | 国民信託党         | 2024年10月21日 ‐               | 初入閣 |
| 海洋・水産大臣                                                        | サクティ・ワヒュ・トレンゴノ                     |      | 国民信託党         | 2024年10月21日 ‐               | 再任   |
| 労働大臣                                                              | ヤシエルリ                                       |      | 無所属             | 2024年10月21日 ‐               | 初入閣 |
| 村落・後進地域開発大臣                                                | ヤンドリ・スサント                               |      | 国民信託党         | 2024年10月21日 ‐               | 初入閣 |
| 移住大臣                                                              | ムハマッド・イフティタ・スライマン・スリヤナガラ |      | 民主党             | 2024年10月21日 ‐               | 初入閣 |
| 公共事業大臣                                                          | ドディ・ハンゴド                                 |      | 民主党             | 2024年10月21日 ‐               | 初入閣 |
| 住宅・居住地域大臣                                                    | マルアラル・シライト                             |      | グリンドラ党       | 2024年10月21日 ‐               | 初入閣 |
| 保健大臣                                                              | ブディ・グナディ・サディキン                     |      | 無所属             | 2024年10月21日 ‐               | 再任   |
| 初等・中等教育大臣                                                    | アブドゥル・ムティ                               |      | 無所属             | 2024年10月21日 ‐               | 初入閣 |
| 高等教育・科学技術大臣                                                | サトリオ・ブロジョネゴロ                         |      | 無所属             | 2024年10月21日 ‐ 2025年2月19日 | 初入閣 |
| 高等教育・科学技術大臣                                                | ブライアン・ユリアルト                           |      | 無所属             | 2025年2月19日 ‐                | 初入閣 |
| 文化大臣                                                              | ファドリ・ゾン                                   |      | グリンドラ党       | 2024年10月21日 ‐               | 初入閣 |
| 社会大臣                                                              | サイフラ・ユスフ                                 |      | 民族覚醒党         | 2024年10月21日 ‐               | 再任   |
| 宗教大臣                                                              | ナサルディン・ウマール                           |      | 無所属             | 2024年10月21日 ‐               | 再入閣 |
| 観光大臣                                                              | ウィディヤンティ・プトゥリ                       |      | 無所属             | 2024年10月21日 ‐               | 初入閣 |
| 創造経済大臣 創造経済庁長官                                           | トゥク・リフキ・ハルシャ                         |      | 民主党             | 2024年10月21日 ‐               | 初入閣 |
| 通信・デジタル大臣                                                    | ムティア・ハフィド                               |      | ゴルカル           | 2024年10月21日 ‐               | 初入閣 |
| 協同組合大臣                                                          | ブディ・アリ・スティアディ                       |      | 無所属             | 2024年10月21日 ‐               |        |
| 中小企業大臣                                                          | ママン・アブドゥルラフマン                       |      | ゴルカル           | 2024年10月21日 ‐               | 初入閣 |
| 女性エンパワーメント・児童保護大臣                                    | アリファトゥル・ホイリ・ファウジ                 |      | 無所属             | 2024年10月21日 ‐               | 初入閣 |
| 行政・官僚改革大臣                                                    | リニ・ウィディアンティニ                         |      | 無所属             | 2024年10月21日 ‐               | 初入閣 |
| 国家開発企画大臣 国家開発企画庁長官                                   | ラフマット・パンブディ                           |      | グリンドラ党       | 2024年10月21日 ‐               | 初入閣 |
| 土地・空間計画大臣 国家土地庁長官                                     | ヌスロン・ワヒド                                 |      | ゴルカル           | 2024年10月21日 ‐               | 初入閣 |
| 国営企業大臣                                                          | エリック・トヒル                                 |      | 無所属             | 2024年10月21日 ‐               | 再任   |
| 青年・スポーツ大臣                                                    | ディト・アリオテジョ                             |      | ゴルカル           | 2024年10月21日 ‐               | 再任   |
| 投資・川下化大臣 インドネシア投資調整委員会委員長                     | ロサン・ルスラニ                                 |      | 無所属             | 2024年10月21日 ‐               | 再任   |
| インドネシア海外労働者保護大臣 インドネシア海外労働者保護委員会委員長 | アブドゥル・カディル・カルディン                 |      | 民族覚醒党         | 2024年10月21日 ‐               | 初入閣 |
| 人口・家族開発大臣 国家人口・家族企画委員会                           | ウィハジ                                         |      | ゴルカル           | 2024年10月21日 ‐               | 初入閣 |

### 副大臣
2024年（令和6年）10月21日任命。
| 職名                                         | 氏名                                         | 画像 | 出身等                 | 備考 |
| -------------------------------------------- | -------------------------------------------- | ---- | ---------------------- | ---- |
| 政治・治安担当調整副大臣                     | ルドウィック・フリードリヒ・パウルス         |      | ゴルカル               |      |
| 法務・人権・入国管理・刑事施設担当調整副大臣 | オットー・ハシブアン                         |      | 無所属                 |      |
| 国家官房副長官                               | バンバン・エコ・スハリヤント                 |      | 無所属                 |      |
| 国家官房副長官                               | ジュリ・アルディアントロ                     |      | 無所属                 |      |
| 内務副大臣                                   | ビマ・アリヤ・スギアルト                     |      | 国民信託党             |      |
| 内務副大臣                                   | リブカ・ハルク                               |      | 無所属                 |      |
| 外務副大臣                                   | アニス・マッタ                               |      | ゲロラ党               |      |
| 外務副大臣                                   | アルマナタ・ナシル                           |      | 無所属                 |      |
| 外務副大臣                                   | アリフ・ハファス・ウグロセノ                 |      | 無所属                 |      |
| 国防副大臣                                   | ドニー・エルマワン・タウファント             |      | 無所属                 |      |
| 法務副大臣                                   | エドワード・オマール・シャリフ・ヒアリエジ   |      | 無所属                 |      |
| 人権副大臣                                   | ムギヤント                                   |      | 無所属                 |      |
| 入国管理・刑事施設副大臣                     | シルミ・カリム                               |      | 無所属                 |      |
| 宗教副大臣                                   | ムハマッド・シャフィイ                       |      | グリンドラ党           |      |
| 財務副大臣                                   | トーマス・ジワンドノ                         |      | グリンドラ党           |      |
| 財務副大臣                                   | スアハシル・ナザラ                           |      | 無所属                 |      |
| 財務副大臣                                   | アンギト・アビマニュ                         |      | 無所属                 |      |
| 初等・中等教育副大臣                         | ファジャル・リザ・ウル・ハク                 |      | 無所属                 |      |
| 初等・中等教育副大臣                         | アティップ・ラティプルハヤット               |      | 無所属                 |      |
| 高等教育・科学技術副大臣                     | ファウザン                                   |      | 無所属                 |      |
| 高等教育・科学技術副大臣                     | ステラ・クリスティ                           |      | 無所属                 |      |
| 保健副大臣                                   | ダンテ・サクソノ・ハルブウォノ               |      | 無所属                 |      |
| 社会副大臣                                   | アグス・ジャボ・プリヨノ                     |      | 人民公正繁栄党         |      |
| 文化副大臣                                   | ギリン・ガネーシャ                           |      | インドネシア連帯党     |      |
| 労働副大臣                                   | イマヌエル・エベネゼル                       |      | グリンドラ党           |      |
| インドネシア海外労働者保護副大臣             | クリスティナ・アリヤニ                       |      | ゴルカル               |      |
| インドネシア海外労働者保護副大臣             | ズルフィカル・アフマド・タワラ               |      | 無所属                 |      |
| 工業副大臣                                   | ファイソル・リザ                             |      | 民族覚醒党             |      |
| 商業副大臣                                   | ディア・ロロ・エスティ・ウィディア・プトゥリ |      | ゴルカル               |      |
| エネルギー・鉱物資源副大臣                   | ユリオット・タンジュン                       |      | 無所属                 |      |
| 公共事業副大臣                               | ディアナ・クスマストゥティ                   |      | 無所属                 |      |
| 住宅・居住地域副大臣                         | ファリ・ハムザ                               |      | ゲロラ党               |      |
| 村落・後進地域開発副大臣                     | アフマド・リザ・パトリア                     |      | グリンドラ党           |      |
| 移住副大臣                                   | フィファ・ヨガ・マウラディ                   |      | 国民信託党             |      |
| 運輸副大臣                                   | スンタナ                                     |      | 無所属                 |      |
| 通信・デジタル副大臣                         | アンガ・ラカ・プラボウォ                     |      | グリンドラ党           |      |
| 通信・デジタル副大臣                         | ネザル・パトリア                             |      | 無所属                 |      |
| 農業副大臣                                   | スダリオノ                                   |      | グリンドラ党           |      |
| 環境副大臣                                   | ディアス・ヘンドロプリヨノ                   |      | インドネシア正義団結党 |      |
| 林業副大臣                                   | スライマン・ウマール・シディック             |      | 無所属                 |      |
| 海洋・水産副大臣                             | ディディット・ヘルディアワン                 |      | 無所属                 |      |
| 土地・空間計画副大臣                         | オシー・デルマワン                           |      | 民主党                 |      |
| 国家開発企画副大臣                           | フェブリアン・アルフィアント・ルディアルド   |      | 無所属                 |      |
| 行政・官僚改革副大臣                         | プルワディ・アリアント                       |      | 無所属                 |      |
| 国営企業副大臣                               | カルティカ・ウィリョアトモジョ               |      | 無所属                 |      |
| 国営企業副大臣                               | アミヌディン・マアルフ                       |      | 無所属                 |      |
| 国営企業副大臣                               | ドニー・オスカリア                           |      | 無所属                 |      |
| 人口・家族開発副大臣                         | イシャナ・バグス・オカ                       |      | インドネシア連帯党     |      |
| 投資・川下化副大臣                           | トドトゥア・パサリブ                         |      | 無所属                 |      |
| 協同組合副大臣                               | フェリー・ジュリアントノ                     |      | グリンドラ党           |      |
| 中小企業副大臣                               | ヘルフィ・ユニ・モラザ                       |      | グリンドラ党           |      |
| 観光副大臣                                   | ニ・ル・プスパ                               |      | 無所属                 |      |
| 創造経済副大臣                               | アイリーン・ウマール                         |      | 無所属                 |      |
| 女性エンパワーメント・児童保護副大臣         | フェロニカ・タン                             |      | ペリンド党             |      |
| 青年・スポーツ副大臣                         | タウフィック・ヒダヤット                     |      | 無所属                 |      |